# The Sun Sleeps, as If It Never Was
The Sun Sleeps, as If It Never Was es el segundo EP de la banda estadounidense de metalcore Invent Animate. El EP fue producido por la banda y Ryan Len Johnson. Es el primer lanzamiento de la banda con el sello. Se hizo un vídeo musical para el EP completo de tres pistas.

## Recepción
El EP recibió críticas generalmente positivas de los críticos. Wall of Sound le dio al álbum una puntuación de 9/10 y dijo: "Invent Animate nos ha dado un EP que es de naturaleza bastante oscura pero maravillosamente honesto. Nos han presentado sonidos similares a los de su álbum anterior, así como características recientemente refinadas que son dando forma a la nueva era de la banda".

## Lista de canciones
| N.º | Título               | Duración |  |
| 1.  | «The Sun Sleeps»     | 4:14     |  |
| 2.  | «,»                  | 1:23     |  |
| 3.  | «As If It Never Was» | 4:54     |  |

## Personal
Invent Animate
- Marcus Vik - voz principal
- Keaton Goldwire - guitarra principal
- Caleb Sherraden – bajo, coros
- Trey Celaya – batería, coros